# Лангенфельд (Маєн-Кобленц)
Лангенфельд (нім. Langenfeld) — громада в Німеччині, розташована в землі Рейнланд-Пфальц. Входить до складу району Маєн-Кобленц. Складова частина об'єднання громад Фордерайфель.
Площа — 4,71 км2. Населення становить 652 ос. (станом на 31 грудня 2020).

## Галерея

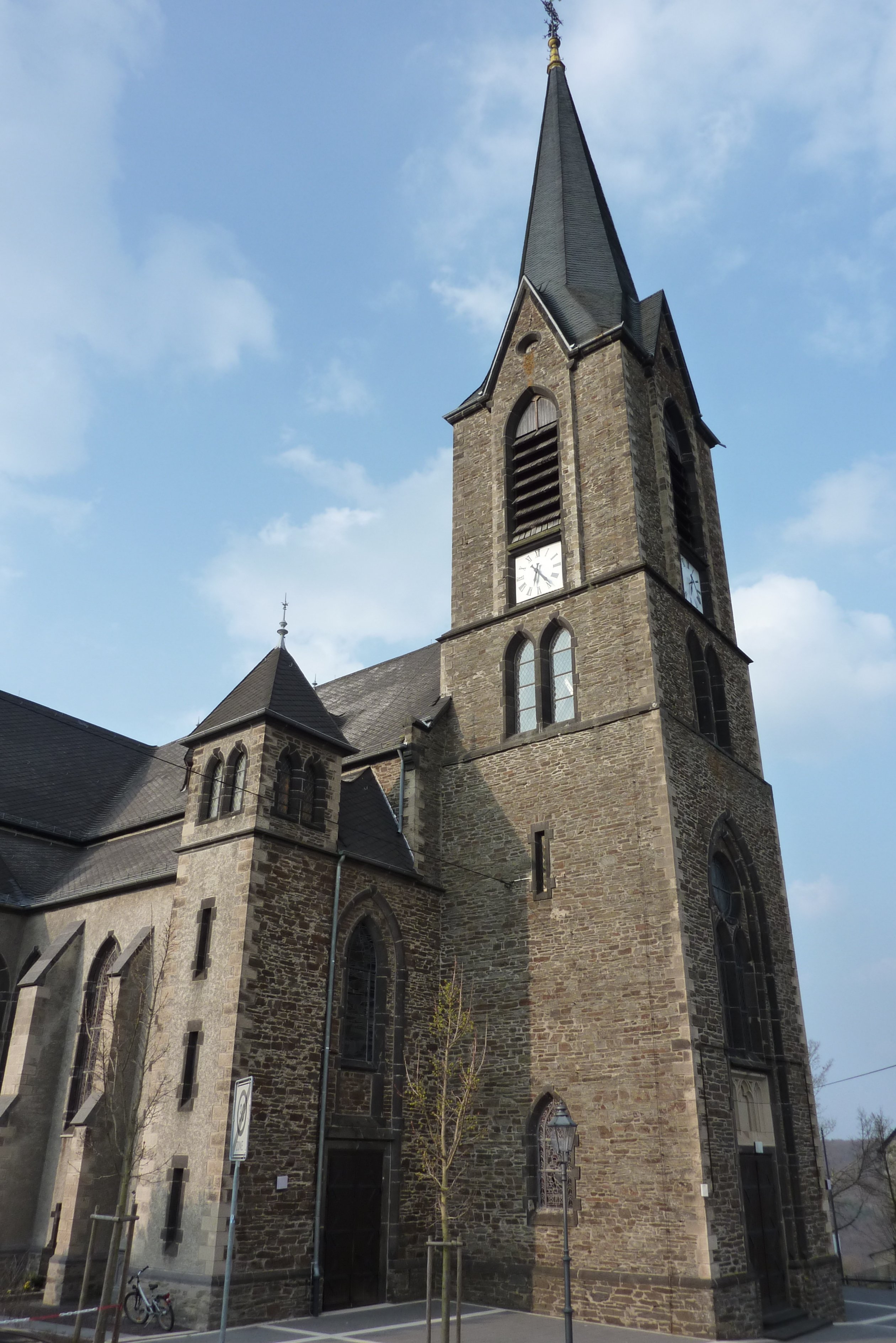
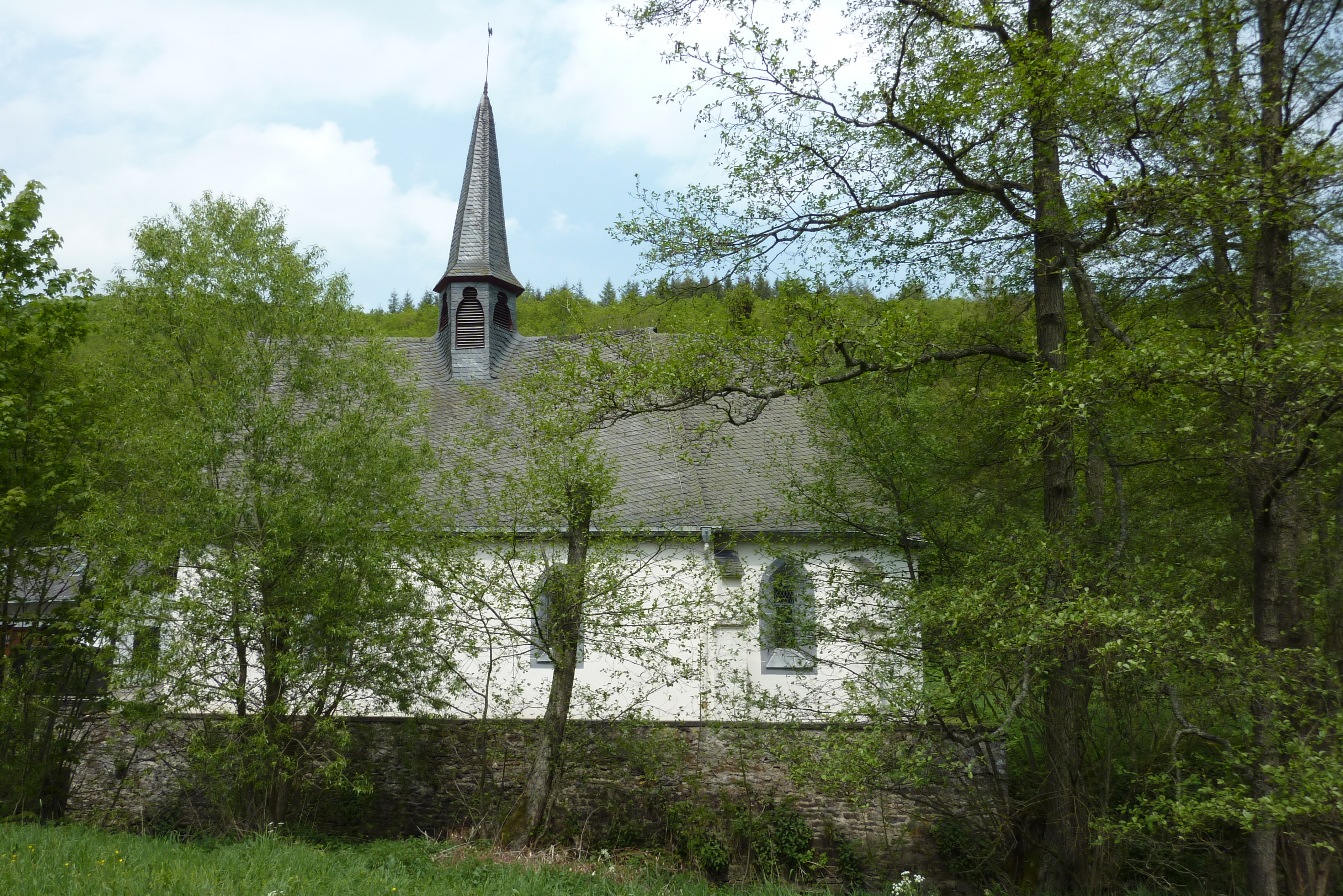